# Reykjabunga
Reykjabunga är en kulle i republiken Island. Den ligger i regionen Norðurland vestra, 140 km norr om huvudstaden Reykjavík. Toppen på Reykjabunga är 183 meter över havet, eller 134 meter över den omgivande terrängen. Bredden vid basen är 3,4 km.
Trakten runt Reykjabunga är nära nog obefolkad, med mindre än två invånare per kvadratkilometer. Närmaste större samhälle är Hvammstangi, nära Reykjabunga. Trakten runt Reykjabunga består i huvudsak av gräsmarker.